# Singapores Grand Prix 2012
Singapores Grand Prix 2012 (officielt navn: 2012 Formula 1 SingTel Singapore Grand Prix) er et Formel 1-løb bliver afviklet på Marina Bay Street Circuit i Singapore 23. september 2012. Det vil være det fjortende løb i Formel 1 2012-sæsonen, og femte gang Singapores Grand Prix bliver arrangeret i Formel 1-sammenhæng.

## Klassement

### Kvalifikation
| Pos.               | No. | Kører              | Konstruktør          | Part 1   | Part 2   | Part 3   | Grid |
| ------------------ | --- | ------------------ | -------------------- | -------- | -------- | -------- | ---- |
| 1                  | 4   | Lewis Hamilton     | McLaren-Mercedes     | 1:48.285 | 1:46.665 | 1:46.362 | 1    |
| 2                  | 18  | Pastor Maldonado   | Williams-Renault     | 1:49.494 | 1:47.602 | 1:46.804 | 2    |
| 3                  | 1   | Sebastian Vettel   | Red Bull-Renault     | 1:48.240 | 1:46.791 | 1:46.905 | 3    |
| 4                  | 3   | Jenson Button      | McLaren-Mercedes     | 1:49.381 | 1:47.661 | 1:46.939 | 4    |
| 5                  | 5   | Fernando Alonso    | Ferrari              | 1:49.391 | 1:47.567 | 1:47.216 | 5    |
| 6                  | 11  | Paul di Resta      | Force India-Mercedes | 1:48.028 | 1:47.667 | 1:47.241 | 6    |
| 7                  | 2   | Mark Webber        | Red Bull-Renault     | 1:48.717 | 1:47.513 | 1:47.475 | 7    |
| 8                  | 10  | Romain Grosjean    | Lotus-Renault        | 1:47.668 | 1:47.529 | 1:47.788 | 8    |
| 9                  | 7   | Michael Schumacher | Mercedes             | 1:49.546 | 1:47.823 | no time  | 9    |
| 10                 | 8   | Nico Rosberg       | Mercedes             | 1:49.463 | 1:47.943 | no time  | 10   |
| 11                 | 12  | Nico Hülkenberg    | Force India-Mercedes | 1:49.547 | 1:47.975 |          | 11   |
| 12                 | 9   | Kimi Räikkönen     | Lotus-Renault        | 1:48.169 | 1:48.261 |          | 12   |
| 13                 | 6   | Felipe Massa       | Ferrari              | 1:49.767 | 1:48.344 |          | 13   |
| 14                 | 15  | Sergio Pérez       | Sauber-Ferrari       | 1:49.055 | 1:48.505 |          | 14   |
| 15                 | 16  | Daniel Ricciardo   | Toro Rosso-Ferrari   | 1:49.023 | 1:48.774 |          | 15   |
| 16                 | 17  | Jean-Éric Vergne   | Toro Rosso-Ferrari   | 1:49.564 | 1:48.849 |          | 16   |
| 17                 | 19  | Bruno Senna        | Williams-Renault     | 1:49.809 | no time  |          | 221  |
| 18                 | 14  | Kamui Kobayashi    | Sauber-Ferrari       | 1:49.933 |          |          | 17   |
| 19                 | 21  | Vitaly Petrov      | Caterham-Renault     | 1:50.846 |          |          | 18   |
| 20                 | 20  | Heikki Kovalainen  | Caterham-Renault     | 1:51.137 |          |          | 19   |
| 21                 | 24  | Timo Glock         | Marussia-Cosworth    | 1:51.370 |          |          | 20   |
| 22                 | 25  | Charles Pic        | Marussia-Cosworth    | 1:51.762 |          |          | 21   |
| 23                 | 23  | Narain Karthikeyan | HRT-Cosworth         | 1:52.372 |          |          | 23   |
| 24                 | 22  | Pedro de la Rosa   | HRT-Cosworth         | 1:53.355 |          |          | 241  |
| 107% time:1:55.226 |     |                    |                      |          |          |          |      |
| Source:            |     |                    |                      |          |          |          |      |

Notes:
- ↑1 — Bruno Senna and Pedro de la Rosa were demoted five places for unscheduled gearbox changes.[2][3]

### Løbet
| Pos     | Nr. | Kører              | Konstruktion         | Omgang | Tid/udtrådt | Start | Point |
| ------- | --- | ------------------ | -------------------- | ------ | ----------- | ----- | ----- |
| 1       | 1   | Sebastian Vettel   | Red Bull-Renault     | 59     | 2:00:26.144 | 3     | 25    |
| 2       | 3   | Jenson Button      | McLaren-Mercedes     | 59     | +8.9 sec    | 4     | 18    |
| 3       | 5   | Fernando Alonso    | Ferrari              | 59     | +15.2       | 5     | 15    |
| 4       | 11  | Paul di Resta      | Force India-Mercedes | 59     | +19.0       | 6     | 12    |
| 5       | 8   | Nico Rosberg       | Mercedes             | 59     | +34.7       | 10    | 10    |
| 6       | 9   | Kimi Räikkönen     | Lotus-Renault        | 59     | +35.7       | 12    | 8     |
| 7       | 10  | Romain Grosjean    | Lotus-Renault        | 59     | +36.6       | 8     | 6     |
| 8       | 6   | Felipe Massa       | Ferrari              | 59     | +42.8       | 13    | 4     |
| 9       | 16  | Daniel Ricciardo   | Toro Rosso-Ferrari   | 59     | +45.8       | 15    | 2     |
| 10      | 2   | Mark Webber        | Red Bull-Renault     | 59     | +47.1       | 7     | 1     |
| 11      | 15  | Sergio Pérez       | Sauber-Ferrari       | 59     | +50.6       | 14    |       |
| 12      | 24  | Timo Glock         | Marussia-Cosworth    | 59     | +91.9       | 20    |       |
| 13      | 14  | Kamui Kobayashi    | Sauber-Ferrari       | 59     | +97.1       | 17    |       |
| 14      | 12  | Nico Hülkenberg    | Force India-Mercedes | 59     | +99.4       | 11    |       |
| 15      | 20  | Heikki Kovalainen  | Caterham-Renault     | 59     | +107.4      | 19    |       |
| 16      | 25  | Charles Pic        | Marussia-Cosworth    | 59     | +132.81     | 21    |       |
| 17      | 22  | Pedro de la Rosa   | HRT-Cosworth         | 58     | +1 Lap      | 24    |       |
| 18      | 19  | Bruno Senna        | Williams-Renault     | 47     | +2 Laps     | 22    |       |
| 19      | 21  | Vitaly Petrov      | Caterham-Renault     | 57     | +2 Laps     | 19    |       |
| Ret     | 17  | Jean-Éric Vergne   | Toro Rosso-Ferrari   | 39     | Collision   | 16    |       |
| Ret     | 7   | Michael Schumacher | Mercedes             | 39     | Collision   | 9     |       |
| Ret     | 18  | Pastor Maldonado   | Williams-Renault     | 36     | Hydraulics  | 2     |       |
| Ret     | 23  | Narain Karthikeyan | HRT-Cosworth         | 30     | Accident    | 23    |       |
| Ret     | 4   | Lewis Hamilton     | McLaren-Mercedes     | 22     | Gearbox     | 1     |       |
| Source: |     |                    |                      |        |             |       |       |

Notes:
- ↑1 — Charles Pic had twenty seconds added to his race time after he was spotted overtaking another car while red flags were being shown in the final free practice session.[5]

### Mesterskabsstilling efter løb
Individuelle stilling
|   | Pos. | Kører            | Point |
| - | ---- | ---------------- | ----- |
|   | 1    | Fernando Alonso  | 194   |
| 2 | 2    | Sebastian Vettel | 165   |
|   | 3    | Kimi Räikkönen   | 149   |
| 2 | 4    | Lewis Hamilton   | 142   |
|   | 5    | Mark Webber      | 133   |

Konstruktør stilling
|  | Pos. | Konstruktør      | Point |
|  | ---- | ---------------- | ----- |
|  | 1    | Red Bull-Renault | 298   |
|  | 2    | McLaren-Mercedes | 261   |
|  | 3    | Ferrari          | 245   |
|  | 4    | Lotus-Renault    | 231   |
|  | 5    | Mercedes         | 136   |

|}
- Note: Kun top fem er inkluderet i begge stillinger.